# Кампос-Даффи, Рэйчел
Рэ́йчел Ка́мпос-Да́ффи (англ. Rachel Campos-Duffy; 22 октября 1971, Темпе (Аризона), США) — американская телевизионная персона.

## Биография
Рэйчел Кампос родилась 22 октября 1971 года в городе Темпе (Аризона) (США) в семье Мигеля Кампоса и Марии дель Пилар. У Кампос есть два брата, Джо и Патрик Кампос, и сестра — Лиа Кампос-Шандлбауэр.
Рэйчел — американская телевизионная персона, которая получила известность в 1994 году как участница реалити-шоу «The Real World: San Francisco» на MTV, прежде чем стать телеведущей, в первую очередь, как повторяющаяся приглашённая ведущая на ток-шоу «The View» на ABC.

## Личная жизнь
С 4 апреля 1999 года Рэйчел замужем за политиком Шоном Даффи. У супругов девять детей: дочь Эвита Пилар Даффи (род. 01.10.1999), сын Ксавьер Джек Даффи (род. в ноябре 2001), дочь Люсия-Белен Даффи (род. в апреле 2004), сын Джон-Пол Даффи (род.2006), дочери Палома Пилар Даффи (род. 18.05.2008), Мария Виктория Маргарита Даффи (род. 01.04.2010) и Маргарита Пилар Даффи (род. 06.05.2014), сын Патрик Мигель Даффи (род. 29.05.2016) и дочь Валентина Стелла Марис Даффи (род. 01.10.2019). Их дочь Валентина родилась с пороком сердца (у неё 2 отверстия в сердце и клапанах), который потребуют операции через 3-4 месяца после её рождения.
В 2008 году Кампос-Даффи призналась, что перенесла два выкидыша.